# Pesem ptic trnovk
Za miniserijo glej Pesem ptic trnovk (miniserija).
Pesem ptic trnovk (v izvirniku The Thorn Birds) je najbolje prodajan roman avstralske avtorice Colleen McCullough iz leta 1977. Večina zgodbe se dogaja na Droghedi, izmišljeni ovčji farmi v Avstraliji. Zgodba se vrti okoli družine Cleary in zajema obdobje od leta 1915 do 1969.
V Sloveniji je roman prvič izšel leta 1980 pri Pomurski založbi. Izdali so ga v visoki nakladi 40000 izvodov. Ista založba ga je ponovno izdala leta 1984. Na tej izdaji sta na naslovnici glavna igralca iz miniserije, posnete po knjigi leto pred tem. Po svetu so roman prodali v 30 milijonih izvodih.
Leta 1983 je bila po romanu posneta televizijska miniserija v režiji Daryla Duka. Glavna igralca v njej sta bila Richard Chamberlain in Rachel Ward. Pesem ptic trnovk je postala druga najvišje ocenjena in priljubljena miniserija v Združenih državah Amerike vseh časov takoj za serijo Korenine. Prejela je 4 zlate globuse.

## Zgodba
Zgodba najprej predstavi Meghann "Meggie" Cleary, štiriletno deklico, ki živi na Novi Zelandiji v začetku dvajsetega stoletja. Njen oče je irski kmetijski delavec Paddy, mati pa aristokratska ženska Fee. Meggie je edina hči med samimi fanti. Čeprav je lep otrok, se mora za svoj položaj boriti med samimi starejšimi brati. Med njimi je njen najljubši najstarejši Frank, uporniški mladenič, ki se proti svoji volji uri za kovača in se po izgledu razlikuje od ostalih otrok.
Paddy je reven, vendar ima bogato sestro Mary Carson, ki živi v Avstraliji na ogromnem ovčjem ranču, imenovanem Drogheda. Nekega dne Paddy dobi sestrino pismo, ki mu ponuja službo na Droghedi.
Tam Meggie spozna Ralpha de Bricassarta, mladega, sposobnega in zelo ambicioznega duhovnika, ki so ga zaradi žalitve škofa kazensko premestili na majhno oddaljeno župnijo Gillanbone v bližini Droghede. Ralph se je spoprijateljil z Mary v upanju, da bo svoje ogromno premoženje zapustila Katoliški cerkvi, s čimer bi se sam rešil izgnanstva. Ralph privlači Mary, ki tega niti ne skriva, vendar on nadaljuje s svojimi obiski pri njej. Medtem bdi nad Clearyevimi in kmalu vzame pod svojo zaščito Meggie, ki ji družina ne namenja dovolj pozornosti. Zaradi tega Ralph postane središče njenega življenja.
Odnos Franka z očetom Paddyjem ni bil nikoli miren, medtem ko pa je od matere Fee dobival več pozornosti kot drugi otroci. Ko se nekega dne izkaže, da je Fee, ki je v svojih štiridesetih letih, spet noseča, se Frank in Paddy znova spreta. Slednjemu uide iz ust resnica: Frank ni njegov biološki sin. Fee je imela afero s poročenim politikom, s katerim je zanosila. Ko je bil Frank star 18 mesecev, je Feejin oče hčer poročil s Paddyjem. Fee je Franka imela raje od ostalih otrok zaradi podobnosti očetu, njeni izgubljeni ljubezni. Na Feejino in Meggijeno žalost Frank po tem dogodku zbeži in postane profesionalni boksar. Zatem Fee rodi najprej sina Hala, pozneje pa še dvojčka Jamesa in Patricka (Jims in Patsy), vendar kaže le malo zanimanja za otroke. Hal, Meggijin ljubljeni brat, kmalu umre.
Po tem dogajanju se Meggie še bolj oklepa Ralpha, hkrati pa zori v svoji ženskosti. Mnogi, vključno z njima samima, se sprašujejo o tesnosti njunega odnosa. To opazi tudi Mary Carson, ki postane ljubosumna in kuje načrt za ločitev Ralpha in Meggie. Pri tem igra na Ralphovo šibko točko, njegovo skrito željo: visoko mesto v cerkveni hierarhiji. Skrivno napiše novo oporoko, kjer premoženja ne zapusti Paddyju, ampak imenuje Katoliško cerkev za glavno upravičenko in Ralpha za izvršitelja. Kljub temu je poskrbljeno tudi za družino Cleary – kakor dolgo bo živel kdo od njihovih potomcev, lahko bivajo na Droghedi.
Mary umre v noči po zabavi za njen 75. rojstni dan, kjer je največjo pozornost uživala njena nečakinja Meggie, ki je sedaj stara 17 let. Mary je uredila, da je njeno novo oporoko po njeni smrti najprej videl samo Ralph, ki se je tako moral odločiti med ljubeznijo do Meggie in svojimi ambicijami. Upravljanje z bogastvom, vrednim 13 milijonov funtov (v današnjih številkah 200 milijonov dolarjev), mu je zagotavljalo vzpon po cerkveni hierarhiji. Ralph se odloči za slednje. Odvetnik mu zgrožen zaman brani in s tem se začne Ralphov hiter vzpon. Pred odhodom pride do poljuba med njim in Meggie, ki ga ne more odvrniti od njegovih ambicij.
Družino Cleary zatem doletijo novi udarci. Najprej izvejo, da je bil Frank obsojen na 30 let zapora zaradi umora. Nato pride do požara na Droghedi in smrti očeta Paddyja, ki ga ubije padlo drevo, ter njegovega sina Stuarta, ki ga ubije merjasec.
Tri leta pozneje pride na Droghedo nov delavec Luke O'Neill, ki se zaljubi v Meggie. Kmalu se poročita in se odselita v North Queensland. Luke najde Meggie službo pri zakoncih Mueller, sam pa se zaposli kot obiralec sladkornega trsa. Meggie je nesrečna, saj Luke ne kaže več toliko zanimanja ne zanjo ne za njuno hčer Justine, ki jo rodi v času bivanja pri Muellerjevih, s katerima se je spoprijateljila. Obišče jo Ralph, ki odhaja iz Avstralije v Rim. Po njegovem odhodu je Meggie še bolj nesrečna, zato se Muellerjeva odločita, da jo pošljeta na oddih na samoten otok. Ralph se v tem času vrne in se ji pridruži za nekaj dni. Vda se skušnjavi in po vrnitvi vsakega na svoj konec je Meggie noseča in odločena, da se loči od Luka in vrne na Droghedo.
Na Droghedi Meggie rodi Ralphovega sina, ki ga poimenuje Dane. Fee hitro spozna, čigav sin je v resnici otrok. Njen odnos z Meggie se izboljša. Otroka tako odraščata na Droghedi, kjer živijo tudi Meggijini samski bratje.
Po dolgem času jih obišče sedaj kardinal Ralph, ki tako prvič vidi Dana, vendar kljub očitni podobnosti ne ugotovi, da je njegov sin. Dane se odloči, da bo postal duhovnik, čemur Meggie odločno nasprotuje. Fee ji pove, da kar je ukradla Bogu, mora sedaj vrniti. Justine se odloči, da bo postala igralka in odpotuje v Anglijo, Dane pa skupaj s svojim mentorjem Ralphom, za katerega ne ve, da je njegov oče, v Rim. Justine in Dane se še bolj zbližata kot brat in sestra. Ralph in Dane predstavita Justine svojega prijatelja Rainerja, nemškega politika, s katerim se pozneje zaljubita.
Dane je v Rimu posvečen v duhovnika, vendar Meggie ne pride na slovesnost. Po njej Dane odpotuje v Grčijo na počitnice, kjer umre med reševanjem utapljajoče se ženske. Meggie prosi Ralpha, naj uredi prevoz Danovega trupla na Droghedo in mu takrat prizna, da je njegov sin. Po pogrebu Ralph umre v Meggijinih rokah.
Justine prekine zvezo z Rainerjem, vendar se po njegovem vztrajanju le odloči, da se poroči z njim. Mladoporočenca se odločita, da ne bosta živela na Droghedi.

## Osebe
- Meghann "Meggie" Cleary – Osrednji lik, edina hči v veliki družini sinov. V romanu jo spremljamo od otroštva do starosti.
- Ralph de Bricassart – Meggijina prava ljubezen, čeden irski katoliški duhovnik, pozneje kardinal, Danov oče.
- Padraic "Paddy" Cleary – Meggijin oče, dober in preprost irski kmet.
- Fiona "Fee" Armstrong Cleary – Paddyjeva žena in Meggijina mati, nekoč aristokratska ženska.
- Francis "Frank" Armstrong Cleary – Meggijin najstarejši in najljubši brat, nezakonski prvi (in najljubši) Feejin sin, Paddyjev pastorek. Postane profesionalni boksar.
- Mary Elizabeth Cleary Carson – Paddyjeva izjemno bogata starejša sestra, dobrotnica Ralpha in lastnica Droghede.
- Luke O'Neill – Meggijin mož v nesrečnem triletnem zakonu, Justinin oče.
- Dane O'Neill – Sin Meggie in Ralpha, Meggie je v ponos in veselje, utone v Grčiji star 26 let.
- Justine O'Neill – Hči Meggie in Luka, inteligentno in neodvisno dekle, postane igralka.
- Luddie in Anne Mueller – Meggijina delodajalca v času zakona z Lukom, postanejo prijatelji za vse življenje.
- Bob, Jack in Hughie Cleary – Meggijini starejši bratje, vsi podobni Paddyju, živijo neporočeni na Droghedi.
- Stuart "Stu" Cleary – Meggijin brat, najbližnji po starosti, tih, spominja na mater.
- Harold "Hal" Cleary – Meggijin mlajši ljubljeni brat, umre star 4 leta.
- James in Patrick "Jims in Patsy" Cleary – Dvojčka, najmlajša Meggijina brata.
- Rainer "Rain" Moerling Hartheim – Ralphov in Danov prijatelj, član Zahodonemškega parlamenta, Justinin mož.
- Nadškof (pozneje kardinal) Vittorio di Contini-Verchese – Ralphov mentor, Rainerjev in Danov prijatelj.

## Pomen naslova
Naslov romana se navezuje na staro legendo o ptici, ki poje slajše od kateregakoli drugega bitja, a samo enkrat v življenju. Ko zapusti gnezdo, išče trnov grm in se s prsmi nasadi na najdaljši in najostrejši trn. Med umiranjem zapoje najlepšo pesem v življenju in takrat potihne ves svet, da ji prisluhne. Tako poje, dokler se ji življenje ne izteče.
Legenda tako pove, da to, kar je najboljše in najlepše, dosežemo le za ceno velike bolečine. 